# Jeunesse sportive de Chihia
La Jeunesse sportive de Chihia est un club tunisien de handball.